# Aliance evropských národních hnutí
Aliance evropských národních hnutí, zkráceně AENM nebo Aliance, (anglicky Alliance of European National Movements) bylo sdružení evropských krajně pravicových politických stran.

## Vznik
Alinace byla založena dne 24. října 2009 v Budapešti několika nacionalistickými a krajně pravicovými strany z Evropské unie. Zakládajícími členy byly maďarský Jobbik (Hnutí za lepší Maďarsko, na jehož 6. sjezdu byla aliance založena), francouzská Národní fronta, italská Fiamma Tricolore, švédští Národní demokraté a belgická Národní fronta. Ústředí Aliance bylo ve Štrasburku.

## Členové a cíle
Ke stávajícím členům Aliance se dne 12. listopadu 2009 připojila Britská národní strana. Aliance také vyjednává se Svobodnou stranou Rakouska. Zájem o vstup do spolku projevila i česká Dělnická strana.
Aliance vyhlásila záměr přetvořit se v politickou skupinu EP. Bylo však velmi nepravděpodobné, že by mohla splnit podmínku (25 poslanců ze 7 států EU) pro vytvoření politické skupiny Evropského parlamentu, neboť čítala pouze osm poslanců.
20. března 2014 oznámila Vše-ukrajinská unie svoboda odstoupení od pozice pozorovatele. Jako důvod uvedla podporu AENM ruské vojenské intervenci na Ukrajině.

### Členské strany
| Strana                                                       | Zkratka | Země původu        | Evropští poslanci | Národní poslanci |
| ------------------------------------------------------------ | ------- | ------------------ | ----------------- | ---------------- |
| Národně demokratická strana                                  | ND      | Bulharsko          | 0                 | 0                |
| Hnutí za lepší Maďarsko (Jobbik Magyarországért Mozgalom)    | Jobbik  | Maďarsko           | 3                 | 23               |
| Tříbarevný plamen (Fiamma Tricolore)                         | FT      | Itálie             | 0                 | 0                |
| Národní strana obnovy (Partido Nacional Renovador)           | PNR     | Portugalsko        | 0                 | 0                |
| Republikánské sociální hnutí (Movimiento Social Republicano) | MSR     | Španělsko          | 0                 | 0                |
| Britská národní strana (British National Party)              | BNP     | Spojené království | 0                 | 0                |

## Politická deklarace

### Preambule
Společné prohlášení členů Aliance začíná:
- Společná zodpovědnost za evropské národy, rozmanitost kultury a jazyků, které zastupují.
- Vědomy nedotknutelných hodnot křesťanství, přirozeného práva, míru a svobody v Evropě,
- Majíce na paměti četné hrozby globalizace.
- Požadujeme od národních stran a hnutí v Evropě:

### Požadavky ustanovené v prohlášení
IVytvoření Evropy svobodných, nezávislých a rovných národů v rámci konfederace suverénních národních států.
IIOdmítnutí jakýchkoli pokusů o vytvoření evropského superstátu.
IIIProsazování svobody, důstojnosti a rovných práv každého občana a opozice vůči všem formám totality.
IVPřednosti přímého hlasování lidí na rozhodování správních agentur.
VÚčinnou ochranu Evropy před hrozbami, jako jsou: terorismus a finanční imperialismus.
VIMírové a humánní řešení problémů v oblasti přistěhovalectví prostřednictvím opatření, mezinárodní spolupráce zaměřené na rozvoj a soběstačnost v zemích třetího světa.
VIIPolitika ve prospěch rodin zaměřená na řešení populačního deficitu v Evropě a podpora tradičních hodnot v celé společnosti.
VIIIZachování rozmanitosti v Evropě v důsledku různých identit, tradic a jazyků.
IXSpolečný boj evropských národů proti sociálnímu dumpingu a ničivému důsledku globalizace.